# Adolf Edvard Arppe
Adolf Edvard Arppe (né le 9 juillet 1818 à Kitee – mort le 13 avril 1894 à Helsinki) est un professeur de chimie et sénateur finlandais,.

## Biographie

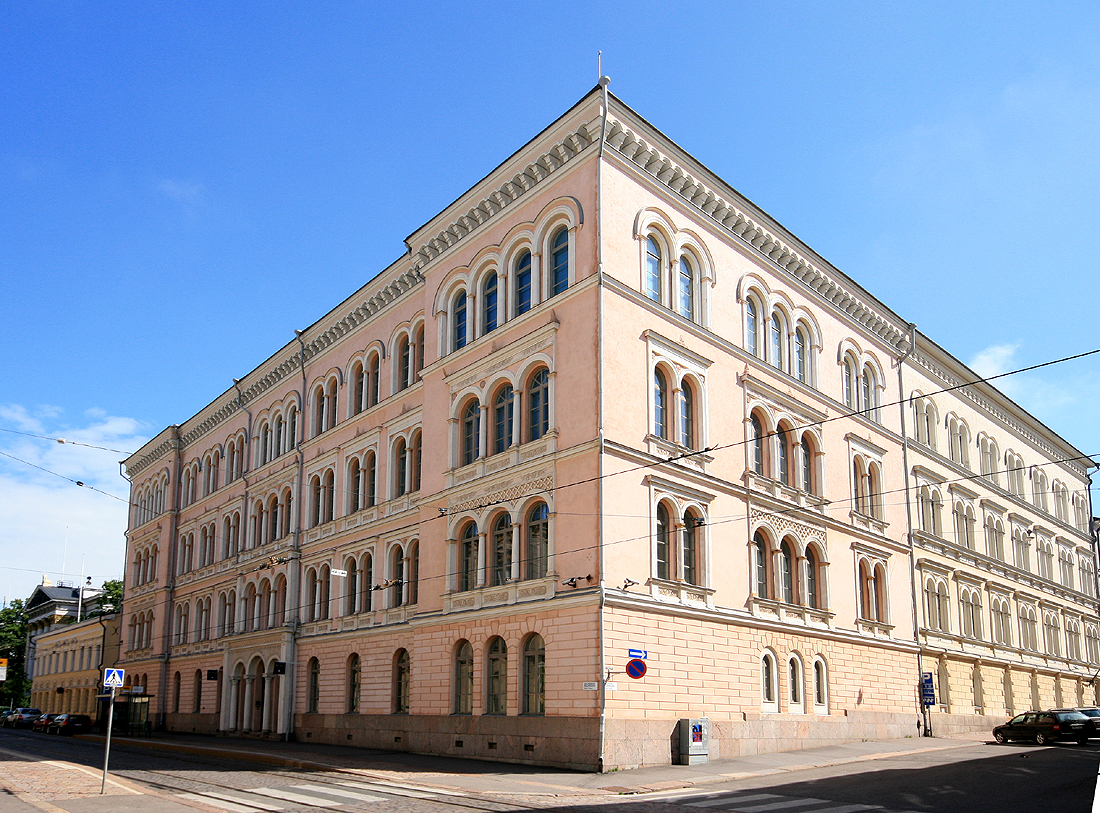
L'Arppeanum, un laboratoire de chimie conçu par Carl Albert Edelfelt est nommé en l'honneur d'Adolf Edvard Arppe.

- Professeur de chimie à l'université d'Helsinki, 1847–1870,
- Recteur de l'université impériale Alexandre, 1858–1869,
- Directeur de la direction de la censure 1865–1877,
- Directeur de la direction industrielle, 1885–1890
- sénateur, 1890–1894.